# Julia (medium)
Julia var en kammarjungfru hos drottning Kristina vid dennas hov i Rom. Hon ansågs vara synsk och var känd för sina förutsägelser, och Kristina kallade henne sin sibylla (spåkvinna).   
Hennes mest berömda förutsägelse var den om Kristinas död. Kort före sin död 1689 ska Kristina ha visat upp sig för Julia i en ny klänning. 
Kristina ska då ha frågat: 
"Hvad tänker jag nu på?" Julia svarade: "Drottningen tänker att blifva begrafven i denna vackra klädningen". Kristina svarade då att det också var vad hon hade tänkt, men att döden låg i Försynens skickelse. Julia sade då att Kristina skulle bli svept i den klänningen, och att kardinal Azolini kort därefter också han skulle dö, följd av påven Innocentius XI.
Allt detta ska också ha slagit in.